# 1977 في بلجيكا
فيما يلي قوائم الأحداث التي وقعت خلال عام 1977 في بلجيكا.

## رياضة
- 1 يناير – طواف فلاندرز 1977
- 5 يونيو – جائزة بلجيكا الكبرى 1977 الفائز غونار نيلسون (مهندس).
- 3 يوليو – جائزة بلجيكا الكبرى للدراجات النارية 1977

## مواليد

### فبراير
- 9 فبراير – يورغن فان دي وال درّاج طريق بلجيكي.

### مارس
- 8 مارس – جيف نيف عازف بيانو بلجيكي.

### مايو
- 5 مايو – فرجينيا افيرا
- 6 مايو – كريستوف براندت

### يوليو
- 17 يوليو – ليف هوستي درّاج طريق بلجيكي.

### ديسمبر
- 8 ديسمبر – ماتياس شونارتس ممثل بلجيكي.

## وفيات

### فبراير
- 20 فبراير – جان كابيلي (مواليد 1913) لاعب كرة قدم بلجيكي.

### أبريل
- 8 أبريل – فيليبيرت سميلينكس (مواليد 1911) لاعب كرة قدم بلجيكي.
- 22 أبريل – إدوارد فان ديك (مواليد 1918) درّاج طريق بلجيكي.

### أكتوبر
- 23 أكتوبر – فيكتور ينارت (مواليد 1889) دراج بلجيكي.